# Posizione politica di Seneca

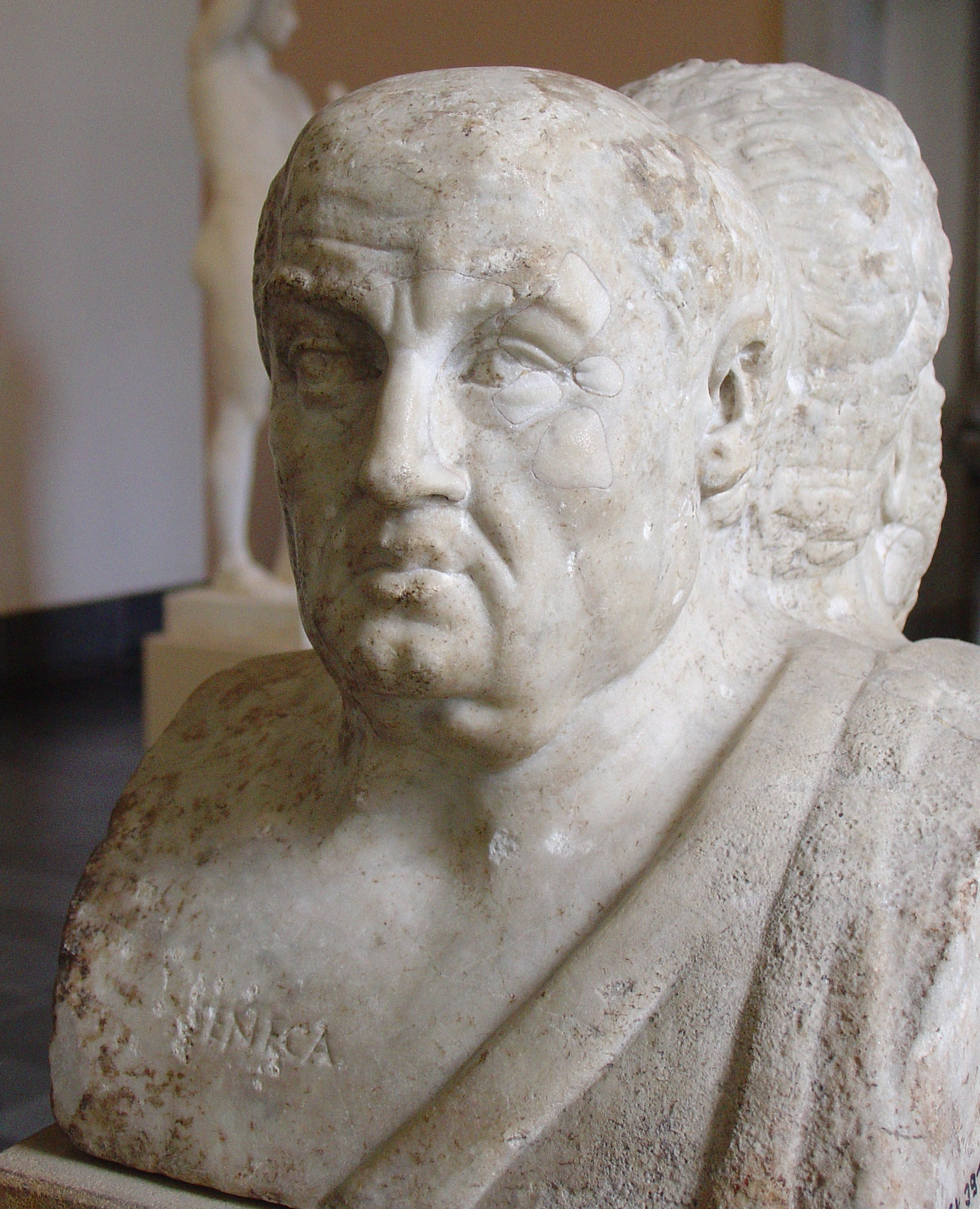
Seneca (Antikensammlung di Berlino).

Posizione politica di Seneca è una pagina di approfondimento che tratta l'evoluzione del pensiero politico di uno dei massimi autori della letteratura latina, Seneca, dal principato di Caligola a quello di Claudio e Nerone. Lo sviluppo dei rapporti di Seneca con la politica è qui studiato attraverso l'analisi delle sue opere letterarie.

## Il Seneca dellaConsolatio ad Polybium

### Contestualizzazione
La Consolatio ad Marciam è la più antica delle opere senecane conservate. In questa “consolazione”, datata tra il 37 ed il 39, Seneca offre una connotazione negativa della figura del rex, attribuendo al principato romano molti dei difetti del potere che nella storia hanno trasformato i re in tiranni. L'opera esprime tutto il disincantato spirito giovanile di un Seneca ancora convinto di poter lottare per la restaurazione della Repubblica, restituendo la libertas al popolo romano. Non uno solo, a partire da Augusto del quale si ironizza sulla divinizzazione, tra tutti i principi indicati, viene salvato dal giudizio critico di Seneca.
Un'evoluzione del suo pensiero è riscontrabile già pochi anni dopo all'interno del trattato De ira (la datazione dell'opera si aggira intorno al 54). In questo trattato l'ira è vista come elemento discriminante tra il buon re ed il cattivo re: pare dunque possibile il governo di un buon re, elemento non presente nella Consolatio ad Marciam. Tale evoluzione di pensiero è attribuibile all'avvenuta morte dell'odiato Caligola, iroso re dagli stravaganti comportamenti, e all'avvento al potere di Claudio, certamente, soprattutto in un primo momento, ben più mansueto. Seneca, che in questo momento esercita il ruolo di oratore, parrebbe suggerire, tramite la stesura di un trattato precettistico sul comportamento del princeps, la sua volontà di avvicinamento ad un ruolo di guida politica, o meglio, di supporto all'autorità del principe.
L'opera seguente, la Consolatio ad Helviam matrem, è poco rilevante sotto il profilo politico, poiché i temi politici sono praticamente assenti. È invece importante ricordare che questa, datata al 42 circa, dovrebbe essere la prima delle opere scritte da Seneca durante la sua relegatio in Corsica, punizione inflittagli da Claudio. Seneca, d'altronde, se la prende con Caligola (nei confronti del quale erano ancora vive le vecchie ruggini) in quello che praticamente è l'unico accenno alla condotta dei politici all'interno dell'opera, criticando il dispendioso sfarzo di una cena organizzata dal defunto principe.

### La visione stoica del re saggio e l'onesta necessità
La terza ed ultima delle consolazioni, la Consolatio ad Polybium, è databile tra il 43 e gli inizi del 44. Un aspetto che colpisce sono le sperticate lodi al principe Claudio, elemento che ha attirato fortissime critiche nei confronti del filosofo, accusato di aperta ruffianeria ed esagerata adulazione. Inoltre risalta il fatto che praticamente ogni accenno fatto nei confronti del principato delinei la figura di una guida positiva e valida. Il principe è visto infatti come figura ricca di buone virtù, come l'indulgenza e lo zelo (Vide quantam huius in te indulgentiae fidem, quantam industriam debeas, Ad Polyb. 7, 1), ma anche la giustizia, suggerita in questo caso per valutare onestamente la sua causa, ovvero la relegatio (Viderit: qualem volet esse existimet causam meam; vel iustitia eius bonam perspiciat vel clementia faciat bonam, Ad. Polyb. 13,3). Si inserisce, con il testo citato, anche il tema della clementia, futuro argomento centrale per un intero trattato precettistico sul comportamento del principe. Ogni lode presente nella consolazione al liberto Polibio è dedicata al Caesar, titolo significante il reggimento politico del principato, dunque, secondo la contemporaneità contingente all'opera, Claudio.
Seneca desiderava tornare dall'esilio; al tempo stesso probabilmente riteneva di poter influenzare Claudio in positivo.
Cresce gradualmente l'accettazione del principato, come forma di governo, già sviluppata, d'altronde, nelle opere precedenti. Mancava già nel De ira, ma soprattutto nella Consolatio ad Helviam matrem, infatti, ogni spinta sovversiva per un ritorno alla Repubblica. Seneca ormai ha compreso l'inevitabilità della forma istituzionale del principato e così non può che scegliere, come soluzione migliore, quella di selezionare ed educare un principe.
Un altro elemento è di fondamentale importanza, nonché ulteriore motivo di critica rivolta a Seneca: la visione del principe come “dio” razionale, del quale Seneca accetta la divinizzazione da morto, ma anche da vivo. L'imperatore è infatti visto come il “vicario di Giove sulla Terra”. Seneca è prima di tutto un filosofo stoico (chiama “i nostri” gli stoici), sebbene accolga anche alcuni aspetti di altre filosofie, come quella epicurea. Gli stoici avevano un'idea metafisica dei fondamenti della realtà e tutto ciò che avviene è regolato da un “dio” razionale: perciò tutto si svolge per necessitas. Il re stesso incarna la necessitas divino-umana. Il tiranno è infatti l'opposto diretto e negativo del buon re, il quale è invece colui che non si lascia traviare dai piaceri, ma persegue l'industria e serve l'impero ed è appunto benefattore del suo popolo. In certi casi ed in certe zone, soprattutto più periferiche, si sviluppò persino l'idea di un imperatore taumaturgo, anche per spinte ideologiche orientali. Dunque le adulazioni di Seneca nell'Ad Polybium sono figlie anche di queste visioni, che sfoceranno successivamente nella storia, fino ad un linguaggio ed una visione sacrale dell'imperatore. Egli è l'esempio dal quale trarre valori e stimoli. Dove non può essere presente, la sua "presenza" è resa tramite statue della sua persona. Seneca aveva intenzione di entrare nel tessuto politico e doveva così accettarne e condividerne gli aspetti. Così si spiega l'atteggiamento adulatorio di Seneca nei confronti di Claudio, il principe, l'imperatore reggente del momento. Non c'è affatto alcuna traccia di ironia nell'atteggiamento del filosofo. Seneca con assoluta sincerità e disinvolta trattazione filosofica, giunge a paragonare il Cesare ad una stella, cioè un elemento che necessariamente compone il cosmo: è quasi identificato con la forma più pura ed alta della razionalità divina, Ad. Polyb. 7, 2:
Ex quo se Caesar orbi terrarum dedicavit, sibi eripuit, et siderum modo, quae inrequieta semper cursus suos explicant, numquam illi licet subsistere nec quicquam suum facere.
Segue quindi la riflessione sul principe industrioso, legato ai suoi doveri dalla necessitas.
Lo stesso senso del dovere dovrà essere preso ad esempio da tutti i collaboratori del principe.
Un'ultima piccola sezione di rilievo, è quella all'interno della quale grande è il richiamo al Cesare, dove viene esaltato e dove maggiormente Seneca parrebbe porre lusinghe a Claudio a scopo adulatorio con il doppio fine di essere richiamato dall'esilio, Ad. Polyb. 12, 3:
Non desinam totiens tibo offerre Caesarem (…). Attolle te, et quotiens lacrimae suboriuntur oculisi tuis, totiens illos in Caesarem derige: siccabuntur maximi et clarissimi conspectu numinis; fulgor eius illos, ut nihil aliud possint aspicere, praestringet et in se haerentes detinebit.
Claudio è paragonato ad un numen che, tra le sue qualità, ha il fulgor, è beatificante e porta con sé tranquillità. Seneca qui non va letto con la prospettiva "moderna"(procedimento antistorico e comunque errato a priori), ma bisogna comprenderne il contesto: c'è uno spirito cortigiano dove si ricostruisce benignamente la figura di Claudio.
Da un quadro simile, naturalmente soggetto ad ogni possibilità di critica maggiormente approfondita, esce un Seneca pienamente calato nella sua realtà, con le sue difficoltà ed i suoi desideri, con le sue speranze nutrite di quei pochissimi mezzi che gli erano possibili, relegato là sull'isola di Corsica, sede di quell'aridi et spinosi saxi (Ad. Helv., 7, 9), ove era costretto a vivere.

### Un'importante fase intermedia
Probabilmente ancora in esilio, ma in un momento successivo all'Ad Polybium, Seneca scrisse il trattato filosofico De constantia sapientis. All'interno non si trovano molti riferimenti d'interesse politico, piuttosto una fase di turbamento attraversata dal filosofo: Seneca appare turbato per quegli aspetti “tirannici” del principato che colpiscono lui personalmente e che vedono l'imperatore Claudio poco capace di gestire la situazione politica nei momenti di maggior difficoltà. Si sviluppa quindi la contrapposizione tra il tiranno ed il saggio, ma non si parla del buon princeps.
L'evento però che segna l'inizio di una nuova fase per Seneca è il richiamo dall'esilio, accettato da Claudio, sotto la continua spinta della moglie Agrippina, madre di Domizio Enobarbo, futuro imperatore, affinché il saggio e colto filosofo fosse affiancato al figlio a scopo educativo. Così Seneca, nel 49, può finalmente tornare a Roma. Tuttavia non termina il periodo di turbamento interiore, al punto che l'opera seguente che compone (datata agli inizi del 49, appena di ritorno dalla relegazione) è il breve trattato De brevitate vitae, all'interno del quale Seneca sviluppa la necessità di coltivare la propria persona nell'otium, metodo per mantenere la libertas personale e soprattutto non “vendere (gratuitamente, dunque sprecare, regalare)” la propria vita agli altri per laboriosi impegni pubblici, o per servigi che mai tengano conto della propria persona. D'altronde, forse per costrizione e pegno, forse per un sentire di fondo mai del tutto svanito, Seneca nel 50 accetta il ruolo di precettore di Nerone, riavvicinandosi inevitabilmente alla sfera politica; questa volta persino all'interno della corte stessa. È così che si applica nella formazione del giovanissimo Domizio Enobarbo, con rinvigorita intenzione di formare un sicuro esponente della futura classe politica. Che poi i giochi di potere e soprattutto la potente Agrippina, tramassero per farlo divenire imperatore, scalzato Britannico (il vero avente diritto all'eredità del trono), e soprattutto ucciso Claudio, questo Seneca non poteva (forse) saperlo.

## Il Seneca delLudus de morte Divi Claudii

### La satirica derisione del defunto Claudio
Il piano architettato da Agrippina era in atto: inizialmente aveva lavorato perché Claudio ancora in carica adottasse Domizio Enobarbo, in seguito lavorò per mettere da parte Britannico e per uccidere Claudio, probabilmente avvelenato per funghi di cui andava ghiotto, come ci racconta Tacito.
Per Claudio si celebrarono funerali splendidi ed a Seneca fu affidata la composizione della laudatio funebris. Tale orazione, dal tono solenne e quasi sacrale, fu pronunciata dal neoimperatore Nerone e fece molta presa sul pubblico. Tuttavia un solo passaggio della laudatio lascia alcune ombre sul suo reale intento: sempre Tacito (Annales XIII, 3, 1) racconta come il pubblico stesse intento ed interessato ad ascoltare la solenne orazione, finché si trattava della nobiltà della sua stirpe, dei consolati e dei trionfi degli avi e del fatto che sotto il suo regno nessuna sventura fosse capitata all'impero; tuttavia postquam ad providentiam sapientamque flexit, nemo risui temperare. Si è così pensato ad un Seneca cinico ed imbroglione nei confronti del suo antico oggetto di adulazioni ai tempi dell'Ad Polybium, ancora prima di quello che verrebbe fuori dall'Apokolokyntosis. Bisogna separare il giudizio morale e quello politico. Inoltre è da porre attenzione al sofisticato linguaggio tacitiano, sottilmente calibrato e d'altronde prodotto del maestro della “storiografia mascherante”: lo storiografo infatti introduce la proposizione seguente alla parte di testo citata con un quamquam, congiunzione dal valore concessivo, come a voler mettere in antitesi la frase con ciò che aveva espresso precedentemente. Dunque è lecito pensare ad un Tacito che voglia farci capire come la reazione scomposta della folla, fosse stata in realtà una reazione in antitesi rispetto al reale intento della laudatio funebris (Annales, XIII, 3, 1): quamquam oratio a Seneca composita multum cultus praeferret.
Al momento della composizione della laudatio, Seneca stava per comporre, o forse addirittura stava già componendo, anche un altro testo, questa volta dal chiaro intento satirico nei confronti del defunto Claudio, la satirica operetta Ludus de morte divi Claudii, nota anche con il titolo Ludus de morte divi Claudii, o ancora, Divi Claudii Apokolokyntosis. Circa tale opera è d'interesse soprattutto la datazione: certamente seguente il giorno 13 ottobre del 54, quello in cui Claudio morì, verosimilmente collocabile tra la fine dell'anno stesso e l'inizio del successivo.
Il breve libriccino racconta gli eventi fantastici che sarebbero accaduti durante e dopo l'ascensione al cielo da parte di Claudio; i toni accesi ed una certa apparente discontinuità di pensiero, ma anche di stile hanno fatto pensare a numerosi studiosi che l'operetta non sia realmente prodotto di Seneca, ma sia un'operetta spuria, a lui attribuita visti gli attriti con Claudio. La situazione socio-politico-civile muta, Seneca stesso ha vissuto varie vicende, la sua persona è inevitabilmente maturata e mutata in taluni pensieri. Perciò non è procedimento valido comparare, ad esempio, l'Ad Polybium e la sua intessitura di intrecciate lodi a Claudio, con ciò che dell'imperatore defunto viene detto nell'Apokolokyntosis: innanzitutto sono passati dieci anni; ma non è certamente il solo dato temporale quello che può aiutarci a comprendere il mutamento di pensiero di Seneca. Durante il suo principato Claudio aveva lasciato attendere aspettative, mai portate a buon compimento. Seneca, nell'accusatissima Consolatio ad Polybium, cercava, seppur da lontano, di evidenziare a Claudio quei lati positivi che poteva avere e che potessero fungergli d'aiuto come buona guida dello stato. Questi però, soprattutto nella seconda parte del suo impero, non dimostrò mai di essere realmente all'altezza del suo ruolo. Dopo quasi quindici anni di dominio da parte di un principe, se non altro, incapace, Seneca sfoga la sua ironica satira nei confronti del defunto imperatore. In realtà la critica vera e propria è volta nei confronti della sua divinizzazione. Seneca non è divenuto contrario alla divinizzazione del principe tout court, ma certamente non poteva che essere in disaccordo con la volontà di divinizzare un imperatore così incapace e stolto, del quale per altro, come ulteriori tratti caricaturali ed antitetici nei confronti di una divinizzazione, si ricordano l'aspetto grottesco e l'andatura claudicante. In questo senso l'operetta è in perfetta continuità nello sviluppo di pensiero del filosofo e ritrovare in questa la maturità del suo pensiero, in seguito alle ripetute delusioni afflitte dal defunto principe, senza contare l'iperbolica esagerazione della volontà di renderlo divinus. D'altronde, nell'aldilà, Claudio non ha buona sorte: dopo una serie di ridicoli e goffi atteggiamenti, viene giudicato da un grottesco tribunale di dei e condannato a giocare per l'eternità a dadi con un bossolo bucato sul fondo. Ecco perché uno dei titoli dell'operetta tramandati dai codici vuole un Claudio trasformato in “zuccone” e non certo divinizzato. Tuttavia Claudio viene accettato tra gli dei, sebbene svolga un ruolo più simile a quello di un servo: è Caligola, nipote di Claudio, che appare all'improvviso sul finire dell'operetta e reclama in neo-defunto come servo, per poi consegnarlo ad Eaco, il quale a sua volta lo affiderà al suo liberto Menandro per farne un addetto giudiziario. L'operetta non si pone in discontinuità alcuna con la linea di sviluppo del pensiero del filosofo.

### Il ruolo di Seneca
Seneca entra definitivamente all'interno della sfera politica ufficiale dal 54 d.C., anno della morte di Claudio e della salita al trono di Domizio Enobarbo, che in carica assume il noto nome di Nerone. Al fianco del filosofo precettore c'è il prefetto del pretorio Afranio Burro: entrambi hanno il ruolo di educare e tenere per le “briglie” il giovane imperatore. Tra il 55 ed il 56 Seneca compone il trattato De clementia, recuperando buona parte delle tesi già esposte nel De ira, riguardo alla necessaria mitezza ed indulgenza di un buon principe, ma questa volta teorizzandone particolarmente il buon comportamento, piuttosto che apportare esempi di ira dell'uno, o dell'altro personaggio storico. Il filosofo non si limita all'educazione quotidiana a contatto con Nerone, bensì redige testi di carattere precettistico, quale appunto è il De clementia. Questo trattato è considerato l'elaborazione dell'idea di monarchia da parte di Seneca: dal momento che Seneca è costretto a vivere sotto il principato e persino collabora con il principe stesso, o meglio, gli è educatore e precettore, ecco che cerca di trasmettere a Nerone i più alti valori rintracciabili in un ordinamento simile ed indicare lui il miglior comportamento. Seneca vuole porsi di fronte a Nerone come uno speculum, per mostrargli l'immagine che dovrebbe riflettere, piuttosto di quella che nella realtà effettiva Nerone doveva riflettere.
Ben noto il paragone di matrice virgiliana, con il mondo delle api (De Clem. 19, 2-3). Infatti “la natura ha inventato il re, cosa che è possibile imparare dagli altri animali e dalle api” (elemento questo che Seneca inserisce a supporto della teorizzazione della monarchia) e siccome le api sono iracundissimae, una società priva di un controllo centrale non potrebbe funzionare. Inoltre le api fungono ulteriormente da esempio, perché, com'è noto, muoiono pungendo e ciò consente a Seneca di dimostrare i danni dell'ira priva di riflessione; l'ape regina, invece, neppure ha il pungiglione (si ricordi che i romani ignoravano che a capo della società delle api ci fosse una femmina). Ecco che il rex è condizione necessaria e sufficiente, purché sia valido, per l'esistenza della societas.
Credo che Il messaggio politico della metafora delle "api di Seneca", contestualizzato al nostro tempo, meriti una lettura più profonda, soprattutto per quanto concerne gli aspetti "comportamentali" dell'homo sapiens, alla luce della crisi economica, politica e morale in atto. Mi piace pensare che Seneca abbia "concepito" la metafora delle Api, per offrirci ulteriori spunti di riflessione sulla nostra misera condizione umana, significando che le api usano, con maggior "cognizione di causa" degli uomini, il "discernimento"; che per le api è istintivo, illuminato e intuitivo, finalizzato a produrre il "miele migliore", ovvero, il "bene comune".
Dell'operato politico di Seneca dà un giudizio complessivamente positivo Tacito nei suoi Annales, valutando come portatrice di buoni consigli la sua azione educativa. D'altronde Seneca offre all'imperatore una visione del suo ruolo, per certi versi umile, come ad esempio il considerare il principe non “libero”: non imperium, ma servitus. In realtà tale visione è suggerita direttamente dalla corrente filosofica stoica.

### La situazione precipita
Sotto la guida di Seneca e di Burro, Nerone conduce la gestione dello stato nei primi anni del suo principato, al punto che il periodo di governo intercorso tra il 54 ed il 59 viene chiamato “quinquennio aureo”. Ed infatti l'equità gestionale, il rispetto delle istituzioni ed una effettiva clementia caratterizzano questi primi cinque anni di governo. E d'altronde la stessa Agrippina, entrante ed invadente nelle questioni politiche, tenuta a freno spesso dallo stesso Seneca, o da Burro, era causa di squilibrio nelle gestione statale del figlio, sul quale, peraltro, pendeva l'ombra dell'erede escluso, ovvero Britannico. L'indole di Nerone era quella di un personaggio piuttosto irrequieto, facile a stravaganze e certamente incline alla teatralità, anche più bassa.
Questa situazione di calma apparente s'infranse con l'uccisione di Britannico per avvelenamento. Nerone infatti, sempre più infastidito dall'erede legittimo escluso dal trono e dai suoi sostenitori, volle eliminare per sempre il problema. E così, come racconta Tacito (Annales XIII, 16-17), in seguito ad un'esibizione canora di Britannico, durante la quale il giovane aveva attirato su di sé l'attenzione ed il pietismo per la sua condizione di legittimo escluso erede al trono, Nerone lo fece avvelenare con lo stratagemma di mischiare dell'acqua fredda infetta con la minestra troppo calda appositamente servitagli. A mensa e davanti agli occhi di tutti, Britannico morì e la notte stessa fu cremato e gli furono tributati i solenni funerali. Agrippina rimase sconcertata e terrorizzata dall'evento. Questo atto fu solo il primo di una lunga serie di delitti con i quali Nerone eliminò uno ad uno tutti i suoi collaboratori, oramai visti perlopiù come fastidiosi ostacoli al suo potere dilagante.
Seguì l'uccisione di Agrippina, macchiata persino di accuse di atti incestuosi con il figlio, pur di distoglierlo dalle attenzioni per Poppea. Anche in tali vicende il ruolo di Seneca non fu affatto di secondo piano, poiché più volte intervenne a mitigare la situazione, nel tentativo di tenere sotto controllo il possibile. Agrippina però non fece che divenire sempre più invadente e rinfocolava continuamente i rischi di un'instabilità politica. È per questo che, dopo una serie di tentativi di uccisione malamente falliti, Nerone chiede l'aiuto dei due precettori: quod contra subsidium sibi? Nisi quid Burrus et Seneca; expergens quos statim acciverat, incertum an et ante gnaros. (Tac. Annales, XIV, 7, 2-3). Si stabilisce che debba occuparsi dell'assassinio il liberto Aniceto.
Anche per questo capitolo della storia politica di Roma, Seneca è stato più volte oggetto di feroci critiche: come poteva quel sapiente filosofo macchiarsi della complicità di un simile delitto? Con ogni probabilità prevalse in Seneca la scelta del “male minore”, ovvero quello che comunque garantiva la stabilità della condizione politica alla reggenza dello stato. In realtà di stabilità ce ne fu ben poca: Nerone versò in maniera sempre più accanita in giochi, plateali esibizionismi canori e recitativi pubblici, scorribande per le vie della città stando in piedi ritto sul cocchio, ma soprattutto divenne imperatore sempre più feroce e sempre meno equo e “clemente”. Come testimonia Tacito è probabile che il pur minimo rispetto verso la madre avesse, fino a quel momento, frenato tutte queste represse smanie del giovane Nerone. Sbarazzatosi dunque della madre, due erano gli obiettivi prossimi: i precettori. Afranio Burro fu ucciso nel 62. La sua morte fu chiaro segno precursore dell'imminenza del turno di Seneca. Testimonia Tacito (Annales XIV, 52, 1):
mors Burri infregit Senecae potentiam, quia nec bonis artibus idem virium erat altero velut duce amoto, et Nero ad deteriores inclinabat.
Il filosofo precettore si ritrova praticamente da solo ad affrontare un Nerone sempre più fuori controllo, vedendo così sgretolarsi tra le mani anche le ultime speranze di realizzazione del suo progetto di vita ed essere vanificati tutto il suo impegno e tutti i suoi intenti. Così, dopo più di dieci anni dal vagheggiamento del ritiro a vita privata ipotizzato nel De brevitate vitae, Seneca, oramai ultrasessantenne e deluso dall'atroce presa di coscienza del fallimento del suo progetto politico, decide che sia arrivato veramente il momento di farsi da parte e ritirarsi a vita privata.

## Il Seneca delleEpistulae morales ad Lucilium

### Un Seneca stanco e deluso
In questa fase della vita di Seneca si data la composizione del trattato De beneficiis. Certo la stesura è successiva alla morte di Claudio, ma se l'opera debba essere collocata prima, o dopo, il ritiro dalla vita privata di Seneca, dipende da come si intendono le possibili allusioni a Nerone. La datazione del testo deve essere compresa tra il 62 e la fine del 64. Tra i principali motivi d'interesse si trovano nel testo le numerose allusioni, in particolare nel libro VII, al trattamento del beneficium concesso da un sapiens, o più generalmente, un bonus, che sia successivamente divenuto malus. Ciò può essere sovrapposto a quanto Tacito racconta circa l'atteggiamento di Seneca verso Nerone, poco prima dell'esiziale evento. Paradigma è la parte finale del famoso dialogo tra Seneca e Nerone, durante il quale il filosofo chiede al principe di concedergli il ritiro a vita privata e la restituzione de troppo onerosi beni da lui ricevuti, Tac., Annales, XIV, 54, 3:
nec me in paupertatem ipse detrudam, sed traditis quorum fulgore praestringor, quod temporis hortorum aut villarum curae seponitur, in animum revocabo. […] possumus seniores amici quietem reposcere.
La risposta di Nerone sarà negativa, in quanto non voleva rischiare di apparire crudele ed irriconoscente con il famoso filosofo precettore, agli occhi del popolo. Eppure l'idea di un beneficiato riconoscente, che ritiene opportuno restituire il beneficium all'originario padrone, sebbene costui nel frattempo sia mutato in peggiori costumi, ci sembra proprio ricalcare l'allusiva teorizzazione inserita del De beneficiis.
C'è anche una nuova riflessione sulla forma istituzionale di governo. Sebbene Seneca riconfermi la teoria che la monarchia possa essere la miglior forma di governo, tuttavia ammette che, essendo viziosi gli uomini, esisteranno sempre tiranni; e quando passa in rassegna tutti i vari principi della storia dell'impero romano vissuti fino a lui, nessuno si salva da un cattivo giudizio. Il filosofo appare oramai disilluso e, cosciente della sua posizione di assoluta debolezza, persino impotenza, non teorizza neanche più l'utilità del filosofo al fianco dell'imperatore. Se ne sente oramai distaccato e giunge persino a dichiarare il tirannicidio un atto moralmente giusto, qualora questi nuoca allo stato, in preda agli squilibri incontrollati dei suoi vizi.
Seneca è stanco e deluso. Nonostante l'impegno protratto per una vita ed il progetto politico da sempre ambito, vede intorno a sé una drammatica situazione, che gli impedisce praticamente ogni atto. Seneca inoltre sapeva di avere fortemente a rischio l'incolumità personale; pertanto lo scopo minimo da raggiungere era niente più che rimanere in vita.
Nerone, dopo aver rifiutato le dimissioni di Seneca, fa sì che il filosofo si chiuda in una sorta di "autorelegazione" e, affidandosi pedissequamente ai precetti stoici, si ritira a vivere vicendevolmente nelle sue varie abitazioni intorno a Roma, nutrendosi soltanto di frutta e verdura trovate in natura e bevendo acqua di sorgente per scongiurare il rischio di avvelenamento da parte di Nerone ed i suoi numerosi sicari. Non può essere messo in dubbio il travaglio quotidiano dell'anziano filosofo a questo punto della sua vita, in una simile situazione. Tale Seneca non può essere considerato il maturato frutto di ipocriti calcoli speculativi, piuttosto lo specchio del risultato di una delusione vitalizia di un saggio che si rende conto della gravità della situazione e di un dolore che, probabilmente, può essere considerato il più grande rimpianto, e forse anche fallimento, della sua vita.
La delusione per il fallimento politico ed il distaccamento da un impegno politico diretto è ben evidente anche nell'opera contemporanea alla stesura del De Beneficiis, vale a dire le Naturales quaestiones (62-64). All'interno del testo, infatti, si ritrovano frequenti biasimi nei confronti di re mutati in tiranni, al punto che la monarchia viene persino comparata alla tirannide. È qui preso di mira in particolare Alessandro Magno, che funge da più o meno velato parallelo di Nerone: lo si capisce anche dalla contrapposizione tra il tiranno privo di controllo ed il saggio al suo fianco; così, come Alessandro Magno ha il suo Callistene, Nerone ha (o meglio, aveva), il suo Seneca.
Tale atteggiamento, ancora una volta, segue lo sviluppo psicologico di Seneca, nonché con la realtà fattuale degli sviluppi politici a lui contemporanei. Non crede più al rex bonus, pertanto è naturale che la monarchia venga additata come equipollente ad una tirannide; tant'è vero che, nuovamente, ogni allusione agli imperatori citati nel testo, è fortemente negativa. Senza contare che, appunto, molte delle allusioni si riferiscono chiaramente a Nerone, come il biasimo del vizio dell'utilizzo inutile e sovrabbondante della neve sciolta, le sfrenatezze incontrollate in abusi sessuali, etc...

### Le ultime lettere di Seneca pro mortuis
L'ultima porzione della vita e della storia politica di Seneca lo vede oramai pronto alla morte, rivolto verso la conclusione della coerente parabola cominciata con quell'utopia politica presente nell'Ad Marciam, deluso e stanco, impossibilitato ad un reale impegno politico, per i suddetti motivi, trova comunque nel saggio filosofo delle Epistulae morales ad Lucilium l'onorevole estrema conclusione ed il prezioso lascito terminale di un personaggio fondamentalmente mai domo, neppure tra gli ultimi momenti dalla sua vita, quotidianamente minacciata e protratta tra stenti forzatamente imposti.
Le Epistulae morales ad Lucilium, saggio consigliere ai tempi di Caligola e Claudio, devono essere state composte tra il 62 e la fine del 64, perciò possono essere considerate all'incirca contemporanee rispetto al De beneficiis ed alle Naturales quaestiones. La linea di sviluppo del pensiero e le contingenze che Seneca descrive parrebbero confermare tale contemporanea datazione e soprattutto rassicurano sul fatto che Seneca debba averle scritte fino agli ultimi giorni della sua vita, quando si dichiara oramai pronto alla morte imminente. Anche in queste lettere non si parla più di buon re e la monarchia non viene distinta dalla tirannide. Inoltre è maggiormente messa in evidenza la contrapposizione tra il sapiente ed il re, soprattutto mediante il famoso esempio del sapiente, sempre grande, seppure “colosso sul fondo di un pozzo” ed il rex malus, mai grande, neppure sulla cima di un monte.
Sono nuovamente passati in rassegna, sotto luce negativa, tutti gli imperatori; Claudio neppure viene citato. Per quanto riguarda Nerone, qualora lo avesse citato per nome parlandone negativamente si sarebbe tolto in un istante le pochissime speranze di restare in vita. Ad ogni modo Seneca non rinuncia a perpetuare quella critica velata all'interno delle opere. Gli attacchi al principe sono tutti trasversali, ma facilmente interpretabili: si parla di lordi spettacoli teatrali, di potenti che non sanno resistere alle proprie passioni ed esuberano in eccessi di manifestazioni di gioia e dolore, si fa polemica contro la danza, la musica ed il teatro (occupazioni nelle quali notoriamente Nerone si dilettava), si parla persino delle volgarità di un discepolo esaltato da taluni insegnamenti che però non riesce a tradurre in fatti nella vita (come è possibile non vedere dietro ciò la figura di Nerone, discepolo, rispetto a quella di Seneca, il maestro?), si giunge persino a parlare del rovinoso incendio di Lione avvenuto nel 58, per richiamare allusivamente alla memoria il disastro attribuito a Nerone dell'incendio di Roma del 64 (purché si ammetta che Seneca scrivesse ad incendio avvenuto).
Dal punto di vista dell'impegno politico, l'atteggiamento tenuto va nella direzione di un totale disimpegno. D'altronde la situazione politica, adesso più che mai, non consentiva alcun intervento da parte del saggio filosofo. E piuttosto che infangarsi nella melma degli intrecci politici e piuttosto che piegarsi miseramente al servizio del potere forte, si deve essere pronti alla morte, anche se volontaria. Ecco che Seneca palesa la sua condizione e mostra di avere piena coscienza dei rischi che quotidianamente correva. Fu coerente col suo pensiero, con i suoi ideali e con i precetti della filosofia, o meglio, della commistione di dottrine filosofiche dalle quali attingeva, e lo fu veramente fino agli ultimi istanti della sua vita.
Questa è la più matura conclusione alla quale Seneca era giunto, dopo i travagli e le esperienze della sua vita, per quanto riguarda il rapporto con la politica del suo tempo. Dall'utopia repubblicana della Consolatio ad Marciam, all'impegno pratico e teorico nel principato, finanche al deluso disimpegno degli ultimi anni, si sviluppa e giunge ad un suo compimento il percorso di maturazione e naturale mutazione di pensiero ed atteggiamento del filosofo Seneca.

### Il suicidio forzato
Il suicidio forzato imposto a Seneca, oltre che ulteriore esempio di coerenza da arte Seneca, è pur sempre l'ultimo e necessariamente definitivo “legame” avuto con la politica, o meglio, il definitivo scioglimento anche dell'ultimo legame da ogni cosa: dalla vita. Il pretesto definitivo per costringerlo al suicidio erano stati i rumores circa il suo coinvolgimento all'interno della sventata Congiura dei Pisoni, ordita contro Nerone.
Seneca morì suicida in una delle sue case nella campagna presso Roma, strappato alla vita durante una cena con la moglie Paolina ed un amico. Il sicario inviato da Nerone non gli concesse neppure di fare testamento ed è preziosa la testimonianza di Tacito che ci racconta come Seneca scovò una sorta di soluzione per donare pur un lascito ai suoi discepoli astanti della sua lenta morte (Ann. XV, 62, 1):
Ille interritus poscit testamenti tabulas; ac denegante centurione conversus ad amicos, quando meritis eorum referre gratiam prohiberetur, quod unum iam et tamen pulcherrimum habeat, imaginem vitae suae relinquere testatur, cuius si memores essent, bonarum artium famam tam consantis amicitiae laturos.
Anche nell'esecuzione dell'atto estremo Seneca conferma di essere personaggio sempre coerente con sé stesso e con i suoi insegnamenti. Esegue il travaglioso suicidio con stoica freddezza, vidimando quanto aveva scritto a Lucilio qualche tempo prima, ovvero di essere pronto alla morte. Così, nel 65, termina la vita di questo sapiente filosofo-oratore-politico, figura di importanza unica nel panorama della prima età imperiale a Roma. 